# 十王町黒坂
十王町黒坂（じゅうおうまちくろさか）は、茨城県日立市の大字。
地名の由来は、「黒坂命（くろさかのみこと）」からという。常陸国風土記によると、陸奥で蝦夷を討った黒坂命が帰る途中に多珂郡の角枯山で死んだので、角枯山を黒前山と改めたとある。黒前山は現在の堅破山に比定する。黒坂はこの近くに位置することから、上述の風土記の記事にちなんで、後世に逆に付けられた地名と推定されている。

## 地理

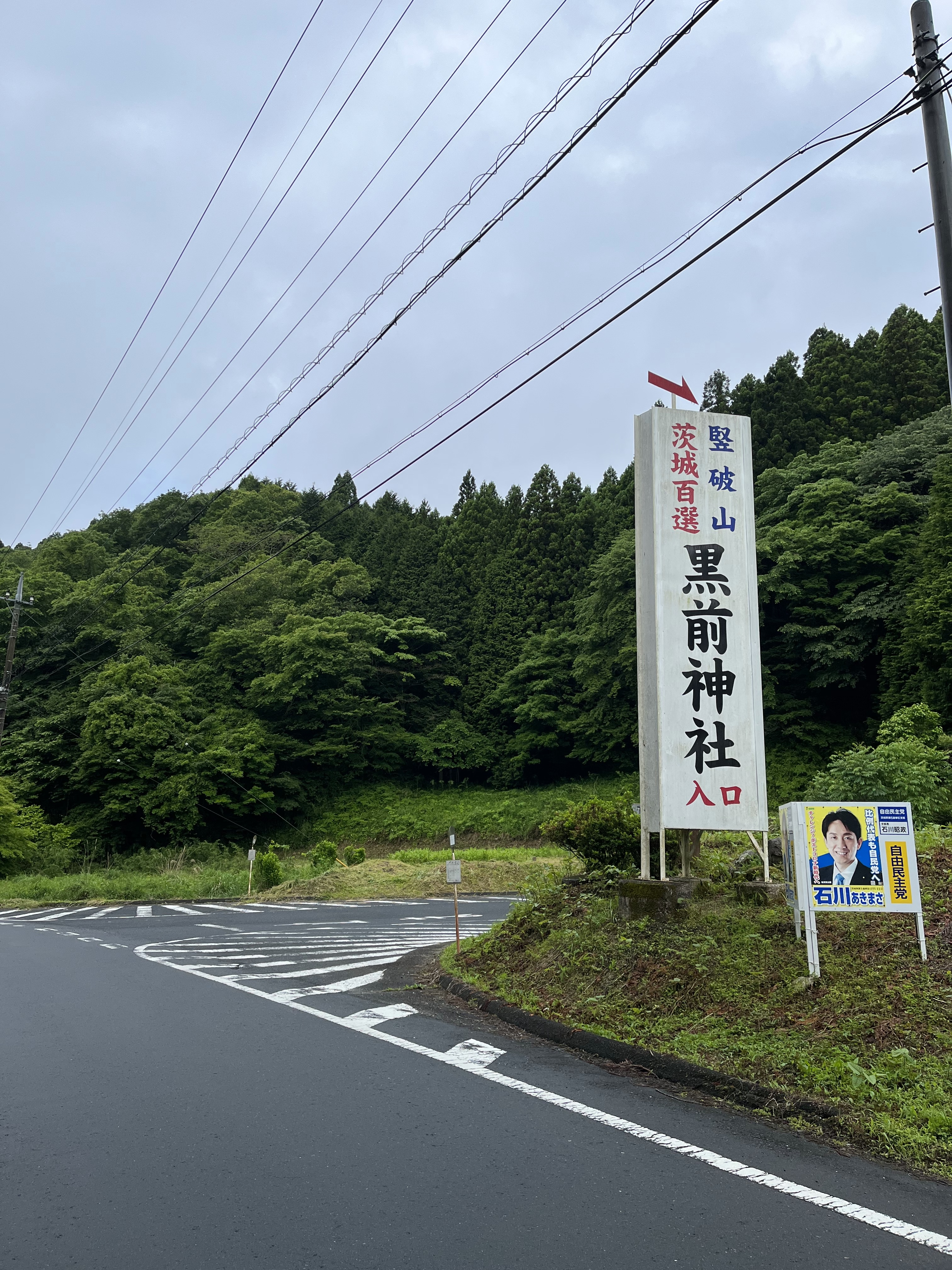
県道十王里美線に位置する看板

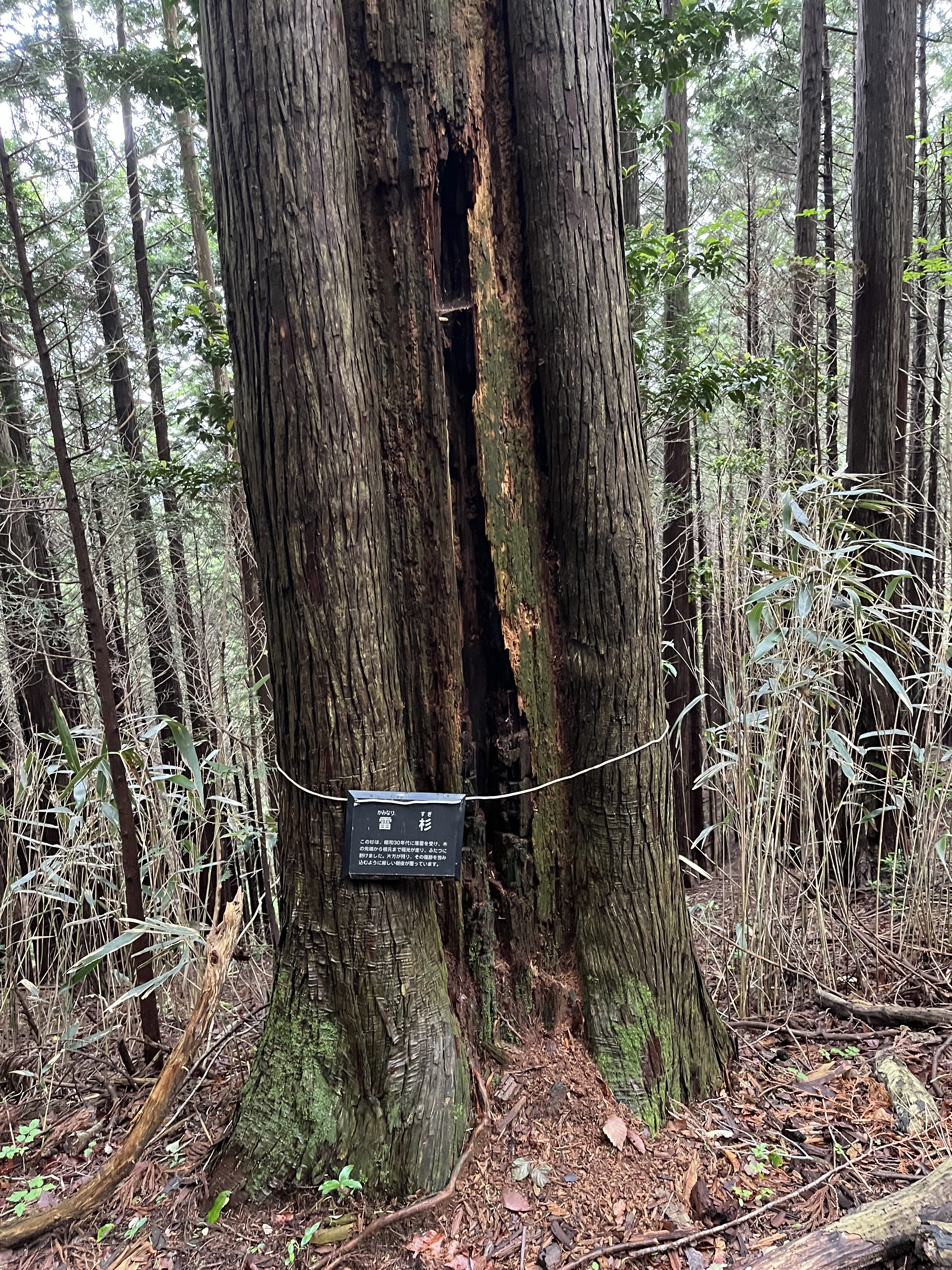
堅破山の雷杉

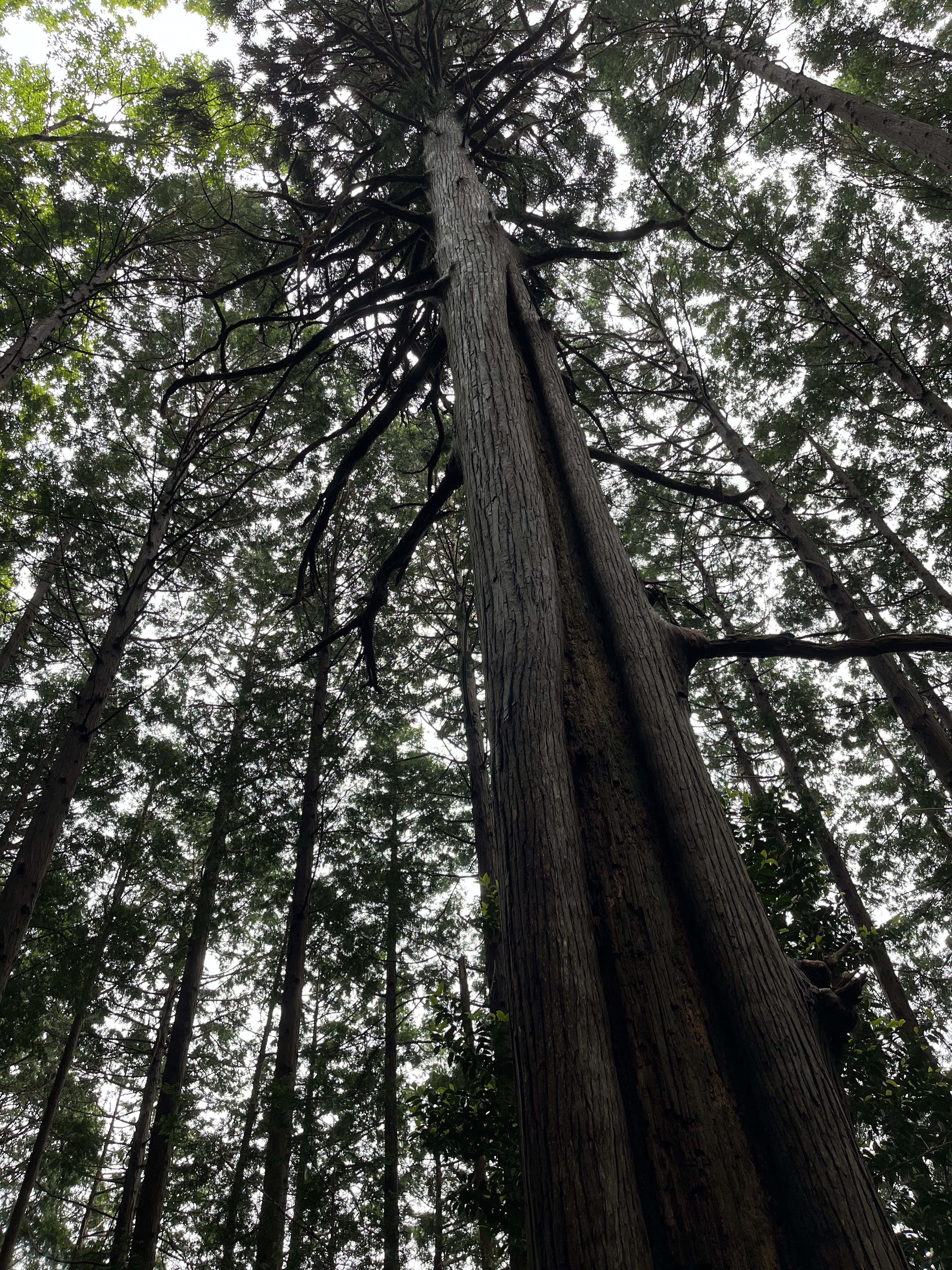
雷杉

十王町黒坂は、旧十王町の西端に位置し、北は常陸太田市折橋、東は十王町高原、南は中深萩町、西は常陸太田市小菅町と接している。面積は6800㎡で谷間の平地部分が田畑に利用されている。集落は堅破川に沿って点在しており、南部はやや家屋が集中し、北部はまばらとなっている。県道十王里美線に位置する「茨城百選　堅破山　黒前神社入口」と書かれた看板のところから入った約1.5km先に集落がある。黒坂橋を渡ると道が2つに分かれ、左側の集落の中心部を通る狭い道は旧道で、集落の東側を通る道は昭和60年代に完成した新道となっている。

## 人口
| 西暦   | 戸数・世帯数 | 人口 |
| ------ | ------------ | ---- |
| 1873年 | 21           | 124  |
| 1960年 | 不明         | 187  |
| 1990年 | 27           | 86   |
| 2003年 | 25           | 42   |
| 2022年 | 16           | 22   |

## 歴史

### 近世
文化年間に成立した「水府志科」によると黒坂村は、1657年（明暦3年）まで折橋村に属していたが分村したとある。しかし、「常州多賀郡黒坂邑内屋舗帳」では、1606年（慶長11年）に黒坂村が百姓地になり、1616年（寛永3年）に「御改」を受けた後折橋村から分かれたとあり、詳しい年月は定かになっていない。そのため、寛永初期以前に村が形成され始め、明暦年間（1655～1658年）以前の寛永検地により近世村として確定されたとされている。また、1665年（寛文5年）の宗旨改帳によると、当時黒坂村の総人数は145人だった。

#### 立割新田
水戸藩成立後盛んになった新田開発により開かれた黒坂村であるが、開発されて間も無く枝村の立割新田が拓かれた。当地が位置する堅破山は、古くから信仰の山として宗教関係者だけでなく参詣者の往来があり、交通路としても大きな役割を担っていた。立割新田は、この登山路入り口で現在の鳥居付近に開発された。当時の新田開発証文によると、「立割山之新田」の年貢は3ヵ年免除され、4年目以降は作物の出来具合に合わせて納めるようにとの達がある。また、山間地だったため、「諸役之儀」は永年免除されている。この証文を受けた道徳と久左衛門の2人が立割新田の開発者で、1635年（寛永12年）9月、新田として郡奉行から公認を受けた。なお、開発証文には「立割山新田」とあり、公認を受けた時点では新田名は正式に決まっていなかったとされている。その後、1644年（寛永21年）の年貢割付状では「立割新田」となっており、寛永検地により立割新田が独立新田として認められたことが分かる。また、免（税率）は親村の黒坂村の半分程で、立割新田が非常に生産性の低い土地だった。こうした地理的要因から立割新田は諸役が免除され、その負担は黒坂村が引き受けることになった為、立割新田独立を巡り両村の間で問題を引きずることになる。黒坂村から郡奉行・代官所へ提出された上申書によれば、1641年（寛永18年）、立割新田の道徳の「セひの届」により諸役御免の新田として黒坂村からの分村が認められた。しかし承応年間（1652～1654年）、6人いた百姓のうち5人が潰れ道徳1人となったため、年貢上納ができず入牢する事態となった。これに対し、黒坂村庄屋が代わりに金納し許されたが、その後の年貢上納も極めて難しかった。そのため25石余りを荒地とし年貢地から除いてもらい、代わりに「立割権現山」を御立山（御林）とする認可を受け、道徳は「山守」となり、立割新田は黒坂村の支配下となった。その後、1670年（寛文10年）郡奉行岡見弥次衛門の時には「御改」を受け、高1石3斗6升余が黒坂村内の新田高に繰入らた。1707年（宝永4年）、再度立割新田が分村願いを提出。郡奉行は、これに関して黒坂村庄屋へ問い合わせ、回答として上申書が提出された。そこには、現状の黒坂村の負担が大きさや諸役負担での苦渋が述べられていて、分村となれば負担が減りありがたいとの旨が記載されていた。この結果「元禄郷帳」には、立割新田として25石7斗6升9合が黒坂村とは別に記載されており、独立したかのようにみえる。しかし、1723年（享保8年）の黒坂村年貢割付状には、村内新田として立割新田が記載されており、実際に分村したかは定かでない。なお、天保年間に至り立割新田は黒坂村に合併された。
黒坂村は、新田村ではなかったものの狭小な山間に位置することから、本郷分の年貢率も新田並みに低かった。1644年（寛永21年）の年貢割付状によると、黒坂村の課税対象地は本田分と新田分があり、畑方には大豆・稗・荏に対し課税されていた。田畑の免（税率）は、本田の田が一ツ五分（15%）で畑が一ツ二分（12％）。新田に関しては、田が一ツ三分（13％）で畑が一ツ四分。それに対し近郷の山部村の場合、1644年（正保元年）の田の免は四ツ九分で畑が四ツ二分となっており、その差は大きく開いている。
藩政初期、人望のある人物が推薦されて庄屋に就任し村民の自治を任されていた。やがてその役割は、郡奉行や代官への届出、両役所への承認義務付けなど藩の任命的色合いが強くなっていった。また、諸事情から村内に適任者がいない場合、他村の庄屋や山横目が兼務する「兼帯庄屋」が採用された。黒坂村は小村だったため、延享年間（1744～1748年）以降、隣接する小菅村や河原野村の庄屋が兼帯することがあった。
近世初期、黒坂村には真言宗の寺院で東金砂山東福寺門徒「尭音坊」があった。これは、1606年（慶長11年）に玄識が建立したもの。当時、十王町域の真言宗の寺院19ヵ寺のうち、18ヵ寺は全て友部村法鶯院の末寺か門徒寺だった。それに対し黒坂村の尭音坊だけが東福寺の門徒だった。水戸藩第二代藩主徳川光圀により行われた寺院整理で、十王町域の寺院の55%が処分されたが、尭音坊は処分を免れている。また、神社改革において、黒坂村内の堅破権現の司祭者が、改革前は大菅村真言宗金乗院だったのに対し改革後は折原村修験宅法院に変わり、仏像が取り上げられ鏡が収められている。なお、この鏡が改革後の御神体となった。
近世において、岩城相馬街道の脇街道で水戸から太田を経て棚倉に至る「棚倉街道」に近い黒坂村は河原野宿の助郷だった。また、1729年（享保14年）に塙（福島県）が幕府直轄領になって以来、棚倉街道が年貢米（塙廻米）の輸送道路になったため、輸送毎に黒坂村から人馬が動員された。なお、塙廻米輸送は農閑期の年末に行われていた。

### 近代
1893年（明治26年）に銀行条例・貯蓄銀行条例が施行される以前まで地域の金融機関として営業していたのが銀行擬似会社だった。銀行擬似会社の多くは旧村役階級の地主・豪農・問屋が中心となり、貸金・預金・為替などを取り扱い、地主や問屋などの各種事業を兼務して営業するケースが多かった。茨城県北部では明治10年代前半に銀行擬似会社が各所に輩出。その先駆けとなったのは、県が主導して設立した「開産会社」だった。1873年（明治6年）1月に水戸柵町に本社が設立され、5月には第二支社が太田村（常陸太田市）、第三支社が湊村（ひたちなか市）に置かれた。当時、開産会社の設立の機運は小里郷（常陸太田市）にも及び、1875年（明治8年）6月には当地域の有力者約50名が開産会社第五支社の設立願書を取りまとめている。小里と深い繋がりのあった黒坂村の佐川吉五郎は、この時支社設立運動に参加している。しかし、開産会社本社総頭取の島田八郎左衛門が代表する島田組が破産し、1875年（明治8年）1月に開産会社本社は閉店。これにより第五支社設立は計画にとどまることとなった。なお、当時の銀行擬似会社が複数の支社を持つことは珍しくなく、定款や規則が統一されていたものの、支社は半ば独立して営業されていた。その為、開産会社本社が閉店した後も、支社は改称又は同じ商号で営業した。1877年（明治10年）4月、県下最大規模の銀行擬似会社「常陸興産会社」が小中村（常陸太田市）に設立。発起人19人のほとんどが小里地域の者だったが、黒坂の佐川吉五郎も発起人の名を連ね出資している。また、佐川吉五郎は銀行擬似会社だけでなく、産馬事業にも関わりがあり、産馬協力社の設立人でもある人物だった。

### 現代
1948年（昭和23年）、戦争で荒廃した茨城県内の立て直しを図り、県が平和茨城建設計画を始動。それに茨城新聞社が賛同し「観光茨城百景」構想が立案された。1949年（昭和24年）12月15日、準備会が開かれ、郡市観光協議会から推薦された候補地から、翌年3月末までに百景を選定することに決定。県民の意見を反映するために、人気投票を実施することも決まった。また、翌16日付の「いはらき」新聞にて当事業が取り上げられると住民の関心は高まり、投票の中間集計は人気を博したため、最終的には3月末まだった選定時期を遅らせて人気投票を続行させることとなった。1950年（昭和25年）4月19日、人気投票を参考にけんは茨城百景を決定し、4月21日付の「いはらき」新聞に掲載された。その一つに、黒坂地内にある堅破山が黒崎神社を含み選定された。また、堅破山は1989年（平成元年）2月に「茨城の自然100選」にも選定されている。
十王町域では、台風や豪雨の度に河川が氾濫し木造橋が流されること、木造橋では車両の通行量や荷重により制限されることから、合併後の約10年間で町内のほとんどの橋梁が永久橋に架け替えられた。これにより、黒坂では1960年（昭和35年）に黒坂橋がコンクリート製の永久橋に替わっている。

## 史跡・社寺

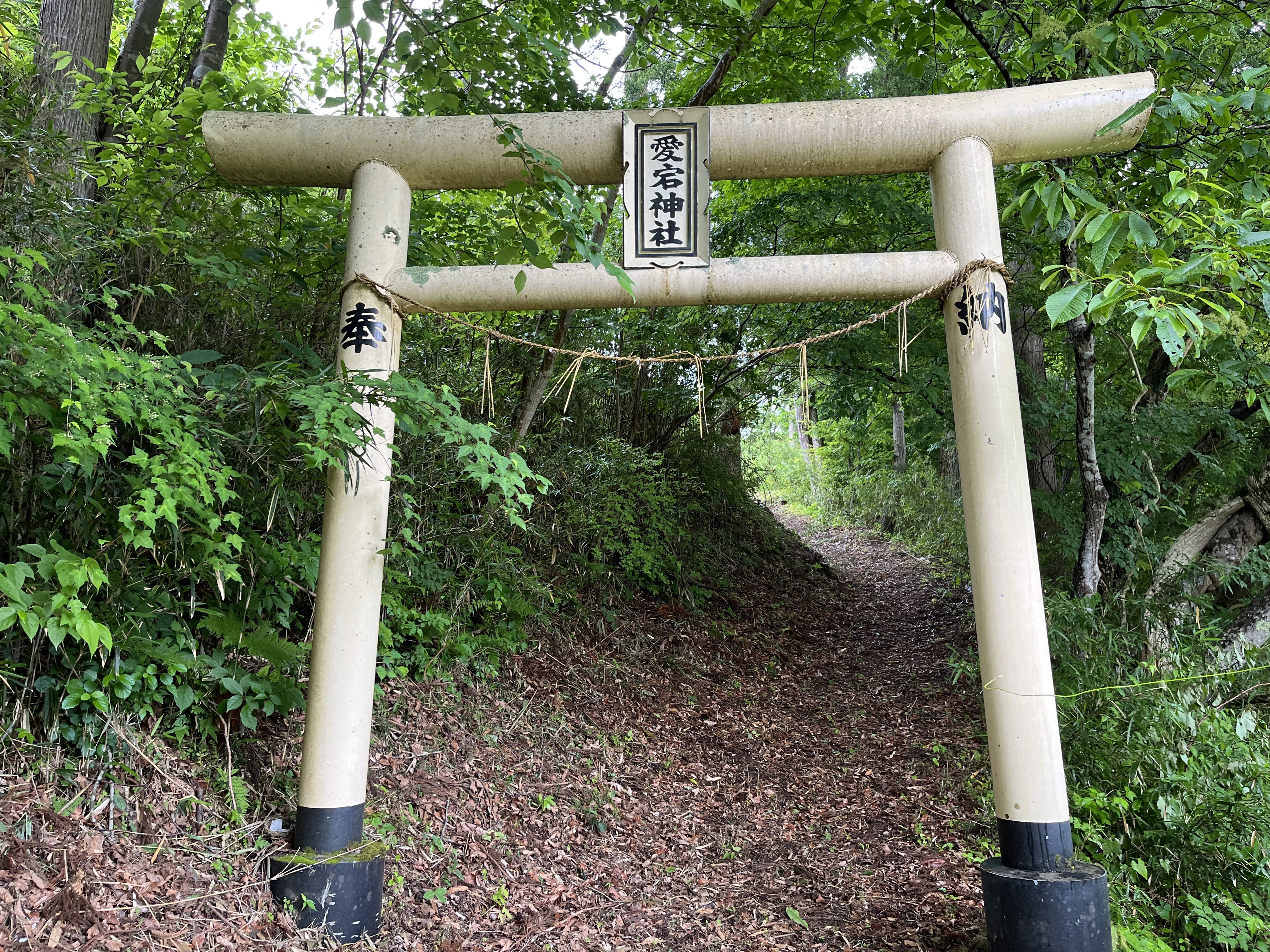
愛宕神社鳥居

### チンジュサマ
旧黒坂分校の運動場跡の北側の一画に石造物群があり、かつてお宮があったと伝わるこの場所は、地元民にチンジュサマと呼ばれている。石造物群には、如意輪観音・地蔵・念仏供養塔・石祠などがある。また、「願主羽州最上/松田善六」と刻まれた石灯籠の竿部断片が1基ある。現在も11月25日に石祠群の前で祭りを催しているという。明治末期の黒坂小学校の見取図によると、1911年（明治44年）以前の同じ位置に「地蔵」「念仏堂」と注記があり、この頃には既に同地が信仰の対象となっていたと確認できる。 

### 黒坂村稗蔵
近世に建てられた郷蔵で所在地は黒坂435番地。黒坂では「オヒグラ」とも呼ばれている。「オヒグラ」の造りは、間口3.5間（約6.3m）、奥行2間（約3.6m）で入口が中央よりやや西側に置かれている。屋根は瓦葺きで土台には自然石が用いられている。近世、徳川光圀の時代に飢饉対策のため各地で郷蔵（御稗蔵）が建てられ、保存のきく稗が凶作に備え蓄えられた。「オヒグラ」は光圀の時代より後に建てられたもので、蔵の内部の柱に「文久二年戌八月立　庄屋中野儀左衛門　与頭佐川仁左衛門　大工小菅村定介」と墨書されているため、1862年（文久2年）の建立とされている。また、正面中央柱の両側の壁に、1965年（昭和40年）に改修されたことが記されている。他にも幕末から大正にかけての蓄穀や貸付籾返却に関するものが、壁面や梁に多く記載されている。口伝によると、江戸時代、小菅村森久保の中野林平家の先祖が、奉行所から頼まれ「オヒグラ」を監視。黒坂村の穀類の取れ高を調べたり、豊作の年に五穀を蔵に保管するなどして飢饉に備えたという。明治時代に入ると、黒前神社と愛宕神社が所有する鎮守免の田んぼ（20アール）からとれた籾を保管するために利用したという。1908年（明治41年）、地区内の若衆約30人により「黒坂実業研究会」が結成されると、自分達で開墾した田んぼ（10アール）を所有し、そこから収穫した籾を「オヒグラ」と近くにあった「セイログラ」に備蓄した。しかし籾を収穫したのは短期間で、後に田んぼと「セイログラ」は売却された。その後、研究会は黒前神社と愛宕神社の鎮守免の田を耕作するようになり、その籾を「オヒグラ」に備蓄したり貸籾をした。しかし研究会が衰退すると、鎮守免の田は小作に出され、その小作料の籾の備蓄場所として「オヒグラ」は利用されていたが、1925（大正14年）頃に研究会が活動を休止するに伴い、昭和初期には「オヒグラ」への籾の備蓄はされなくなったという。1965年（昭和40年）に行われた改修で茅と麦藁半々で葺いた屋根は瓦葺に変わり、現在は黒前神社と黒坂地区の共有倉庫として利用されている。

## 黒前神社

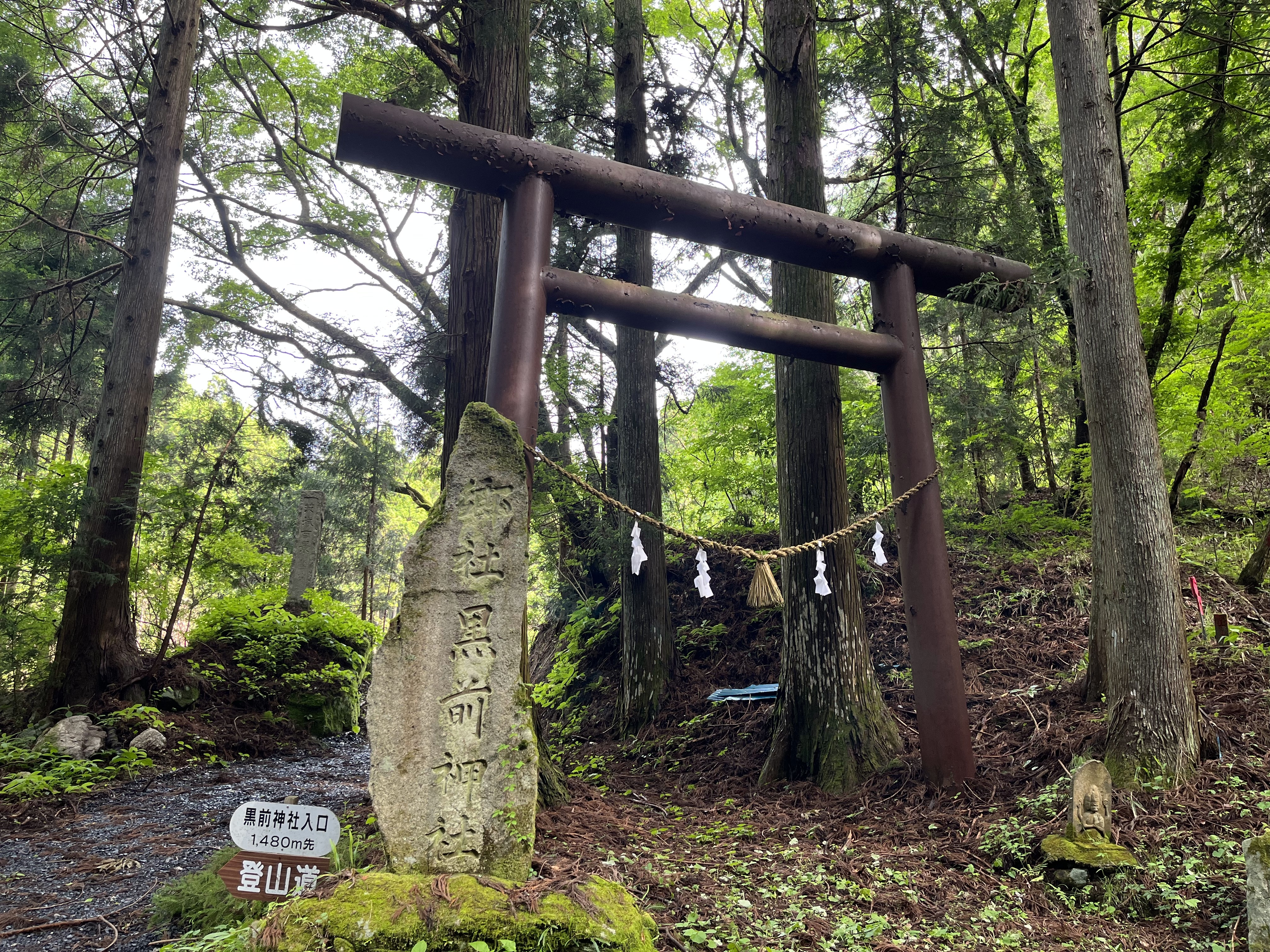
一の鳥居

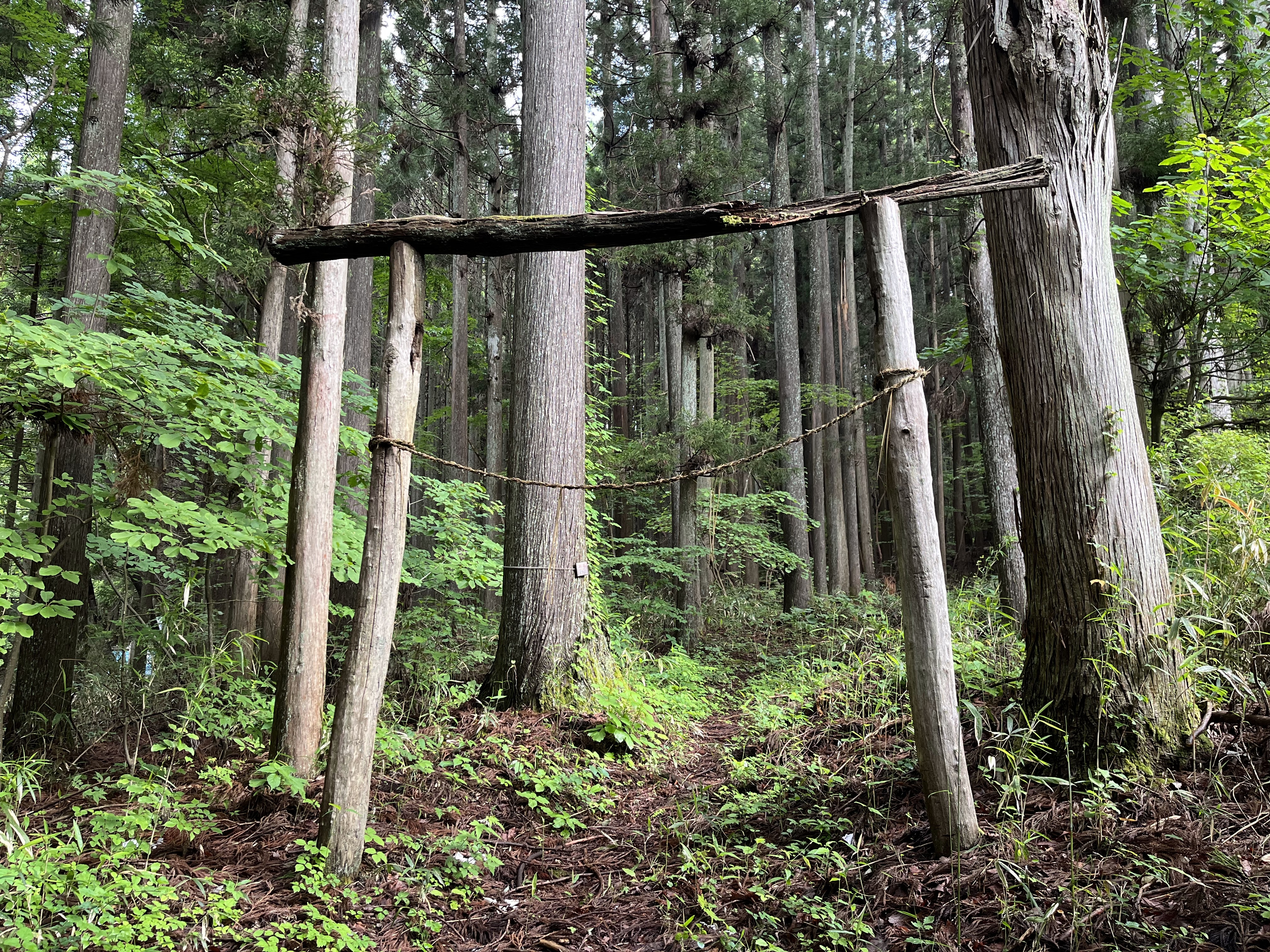
二の鳥居

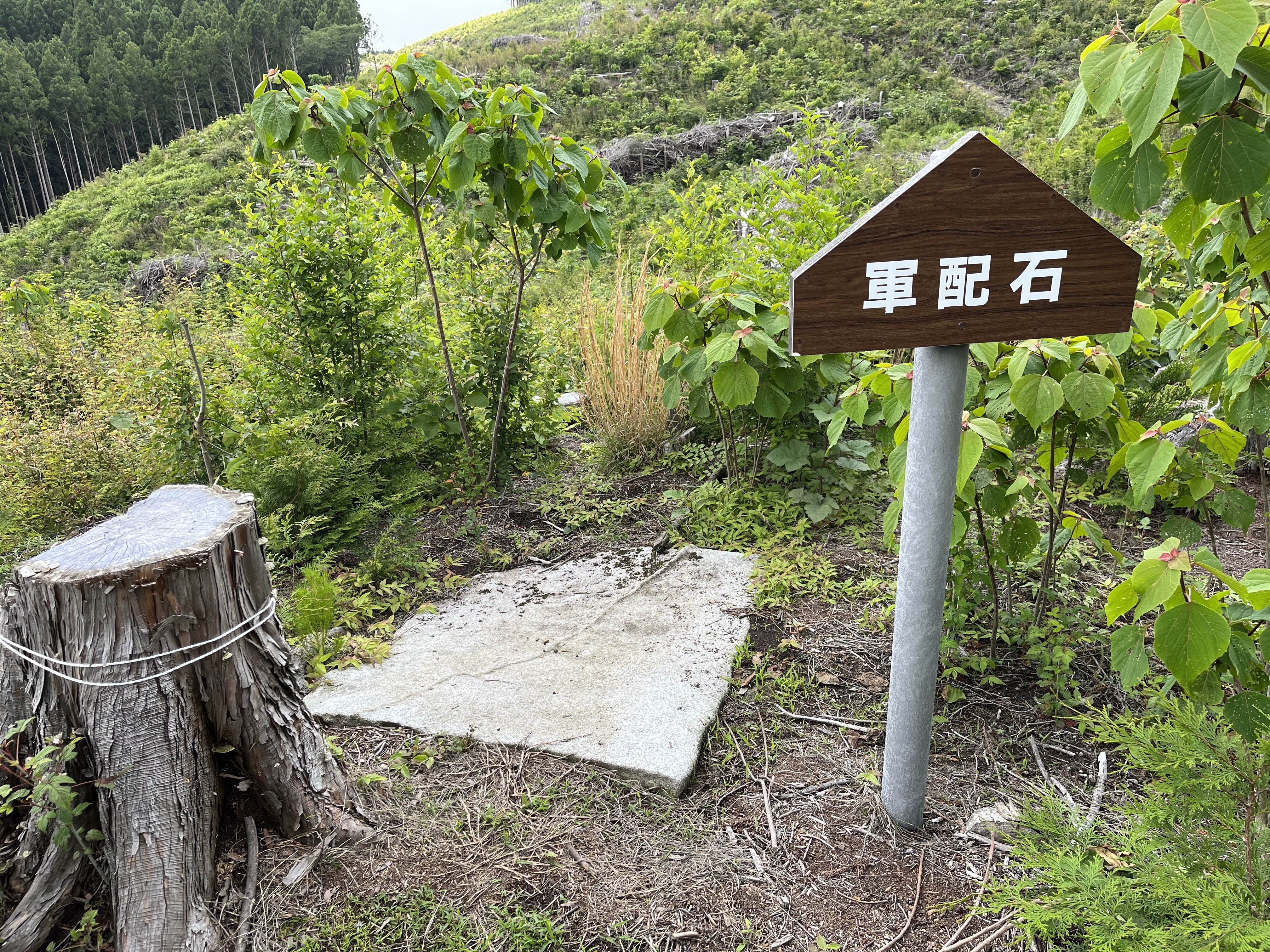
軍配石

黒前神社（くろさきじんじゃ）は、堅破山頂にある神社。現在の祭神は黒坂命で、昔は郷社だった。山頂にある石造の本殿は明治初年に建立された。「新編常陸国誌」の黒坂の“堅破権現”について、神殿・前殿・釈迦堂・鐘堂・籠所があること、宮中に白山権現・熊野権現・富士権現・稲荷社・弁才天社・奥院があることが記述されている。「常陸多賀郡史」では境内社に、大国玉神社・羽黒神社・富士神社・秋葉神社・白山神社・八幡宮・近津神社・厳島神社が挙げられ、信徒の村々を山部・福平・高原・友部・伊師本郷・伊師・石瀧・中戸川・折橋としている。また、茨城県の未指定有形文化財調査ではいくつかの文化財が確認されている。

### 木造随身半跏像

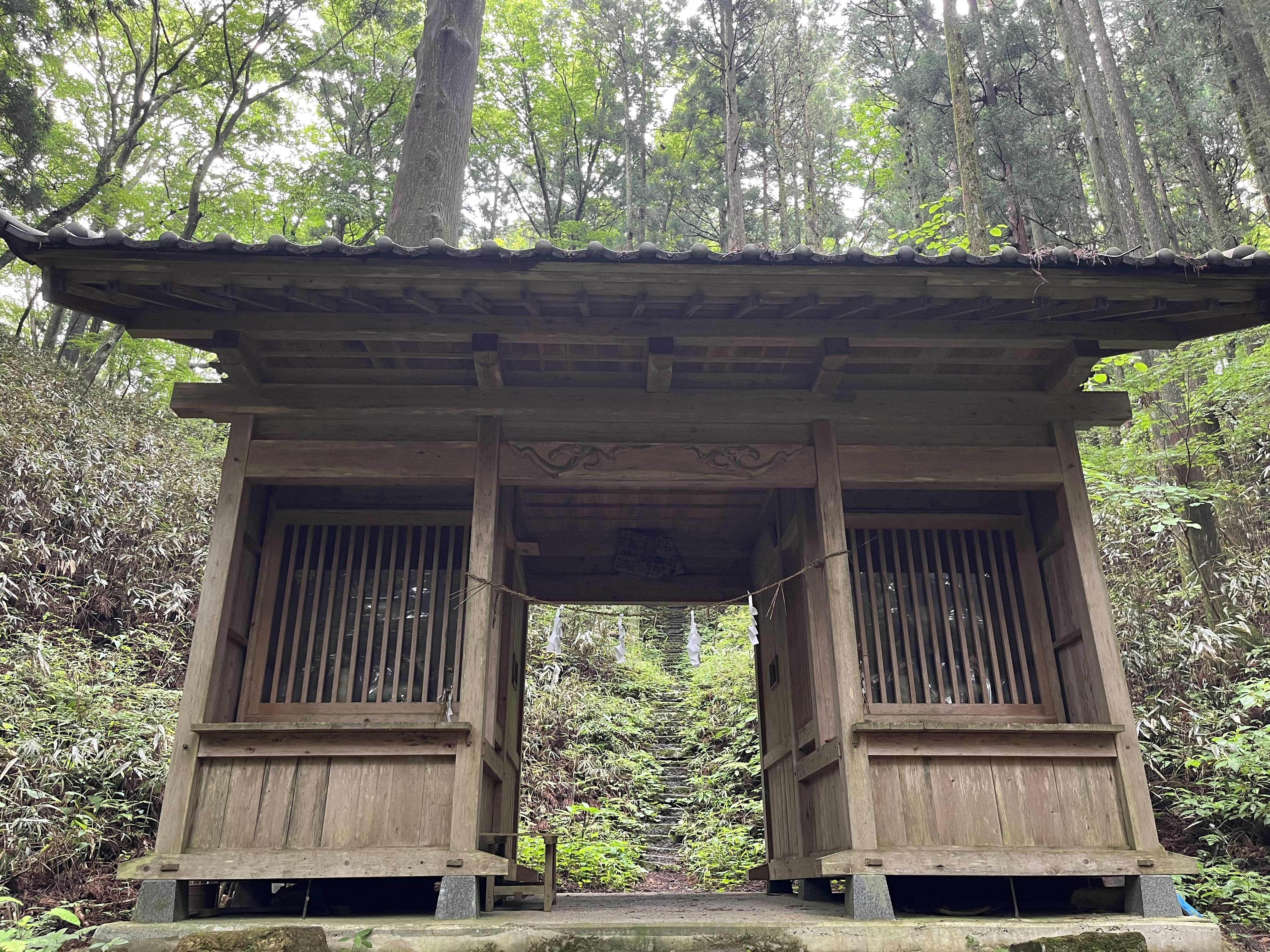
仁王門

黒前神社の随身門に2軀ある。それぞれ像高95cmの寄木造りで玉眼。明治時代の作とみられている。随身とは、貴人の外出時に護衛のために随従した近衛府の官人で、この神社の随身門に配置された随身像は舎人の姿で表されており、俗にいう右大臣・左大臣。

### 石造金剛力士像（仁王像）

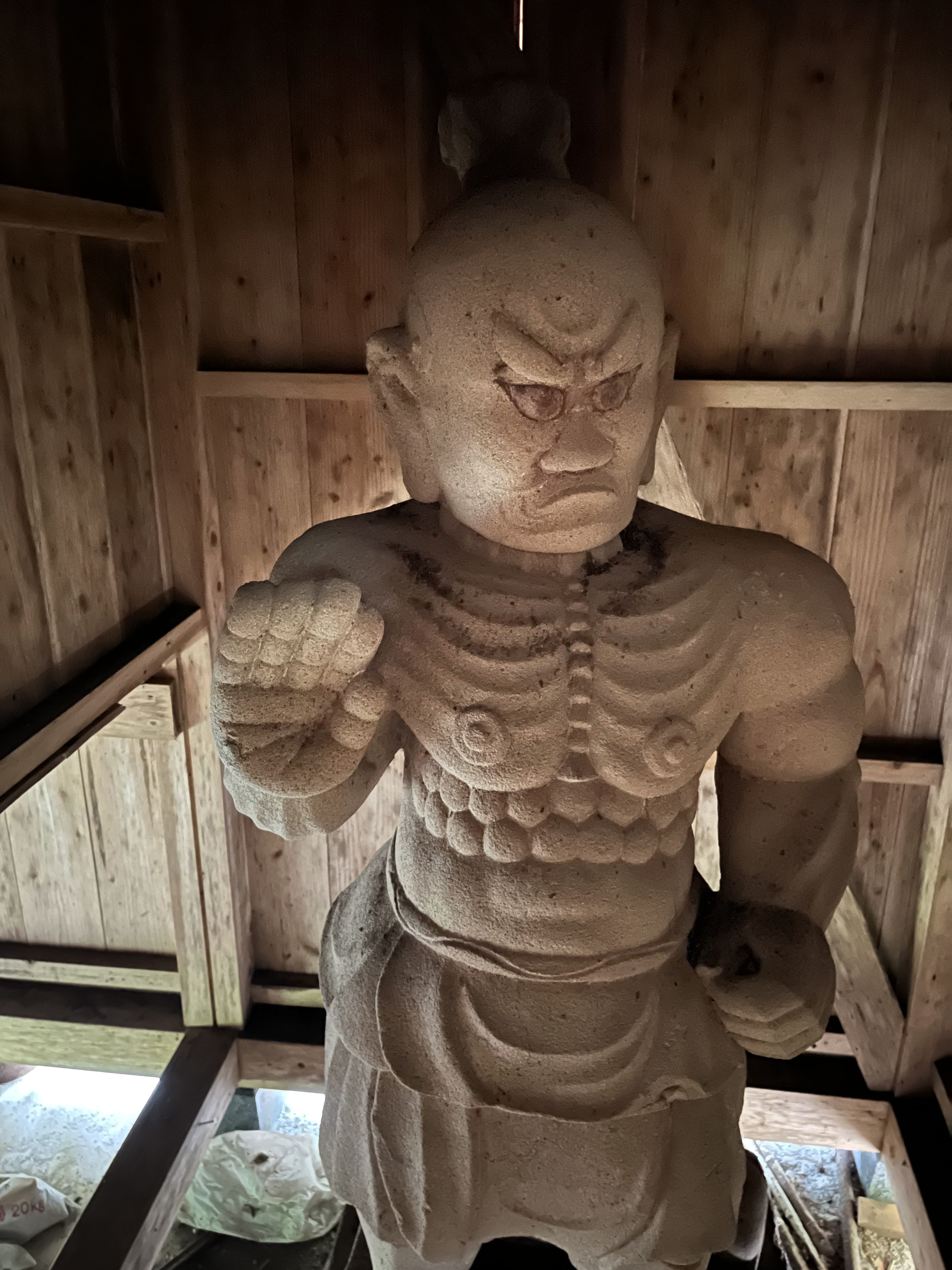
密迹力士

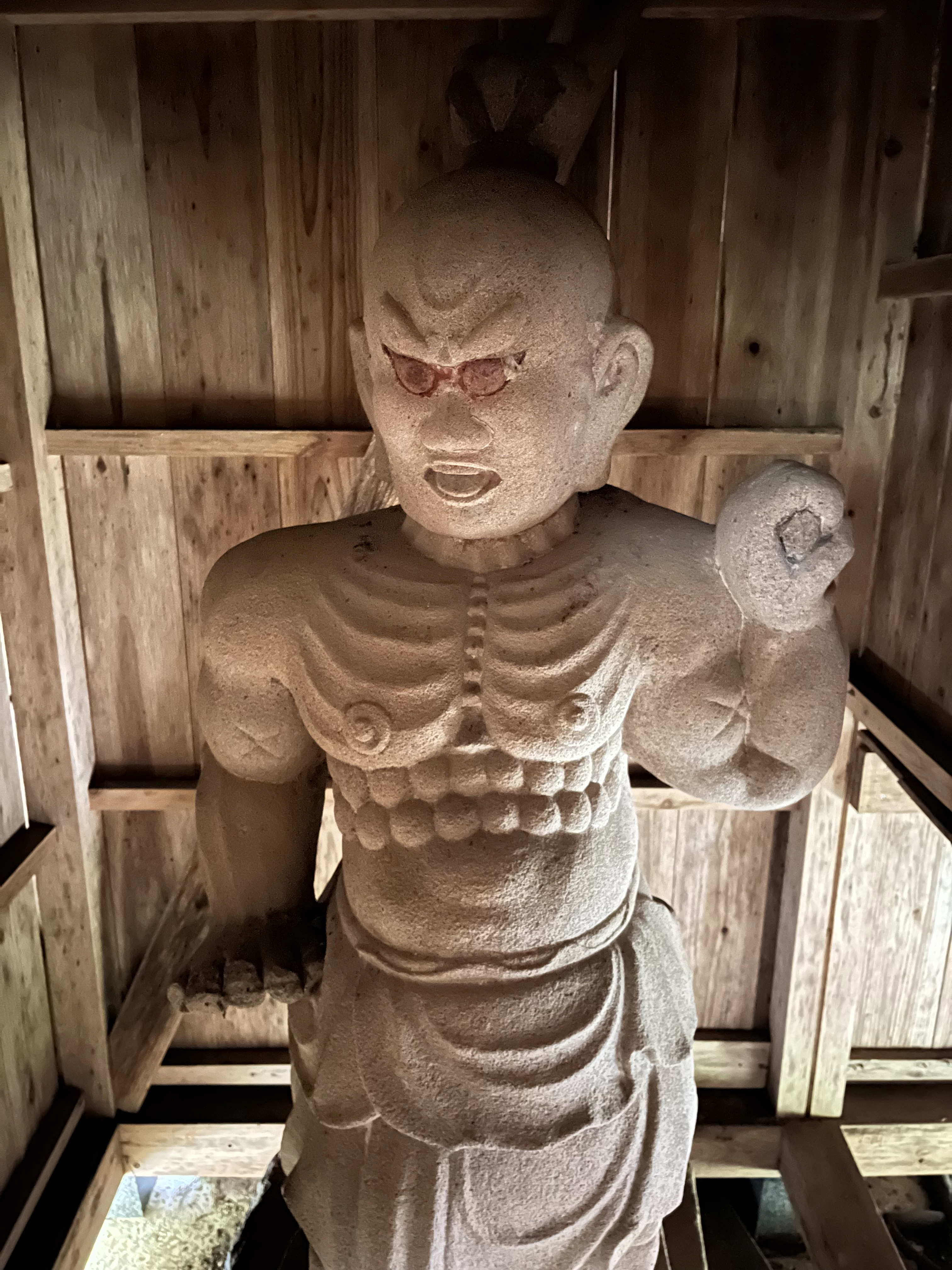
金剛力士

随身半跏像の背面に2軀ある。像高155cm。眼の縁が僅かに赤みを帯びていて、それ以外は御影石の地肌のままとなっている。1709年（宝永6年）の銘が刻まれており、神仏習合の影響により随身門に随身像の代わりに仁王が安置されることがある。

### 木造十二神将立像
十二神将は天衣甲冑をつけた武将の姿で表され、薬師如来の眷属や薬師如来を守る一族といわれている。6体が現存し、七奇石の甲石に納められていたが、木造のため普及が進み、現在は別の場所で保存されている。

### 由来

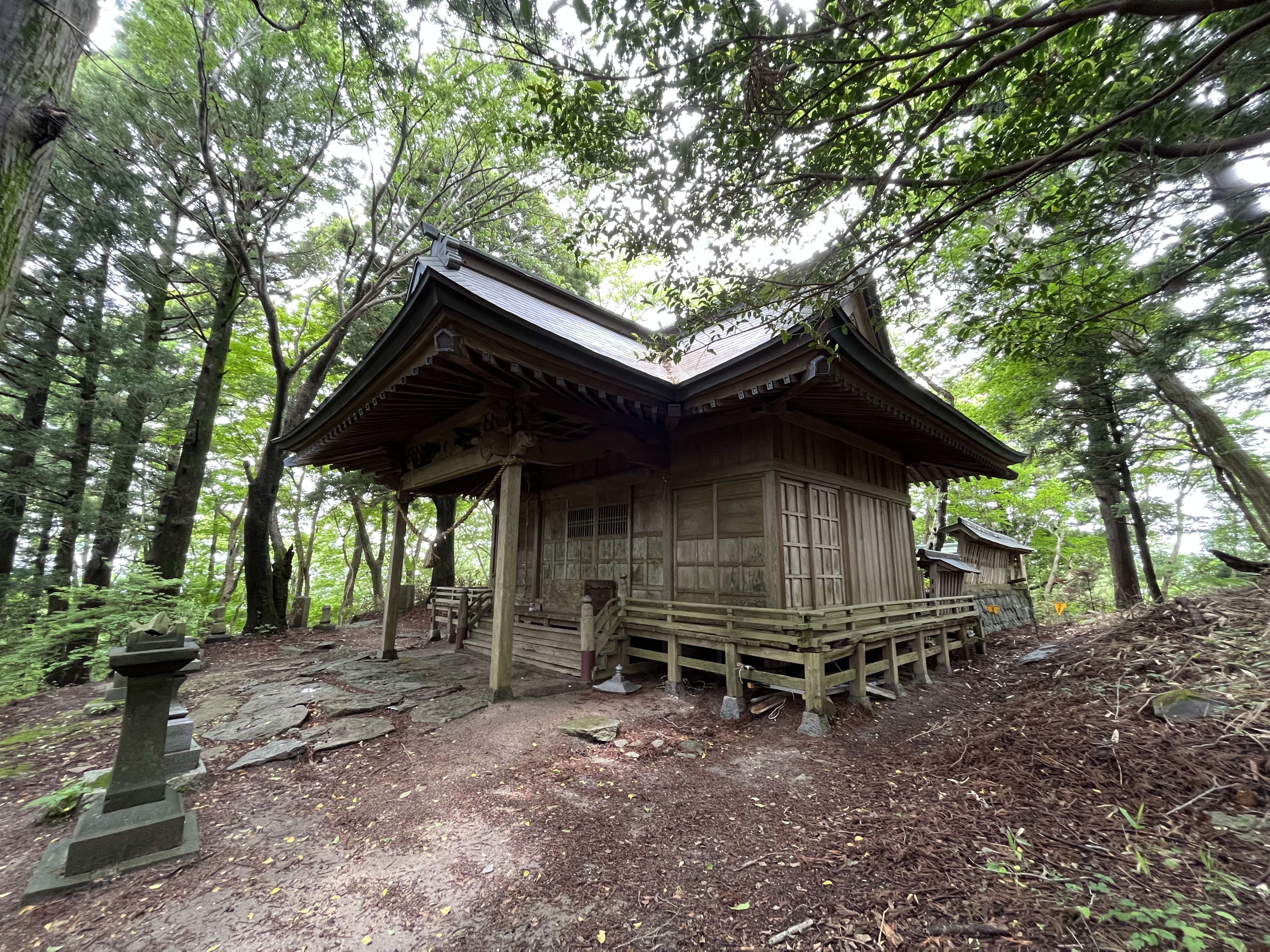
黒前神社

「万葉集註釈」巻第二に引用された「常陸国風土記」によると、黒前神社の位置する堅破山は以前は角枯山と称されていたとある。しかし陸奥の蝦夷を征夷した黒坂命が、帰路の角枯山にて病で亡くなったことから黒前山に改められたという。また、江戸時代初期成立と思われる「常陸国多賀郡堅破山縁起」によると、堅破山は坂上田村麻呂の感得の山で、和光霊応の地としている。783年（延暦2年）、妖怪退治のため奥州へ発向しこれを鎮めた田村麻呂は、帰路の途中にこの山中で野宿をし、霊夢を受けて五地の霊峰を選び、宝祠を構えた。ここで選ばれたのが西金砂・東金砂・真弓・堅破・花園の5社で、中でも堅破山は草創の権輿だと述べた。また、「常陸国多賀郡堅破山縁起」独自の記述で、坂上田村麻呂が常陸五山を開いたとしている。「常陸多賀郡史」によると、806年（大同元年）に坂上田村麻呂が蝦夷攻めの際に社殿を再建し、大山咋命を合祀し、日吉山王権現と称し、別当田村寺を置き、稲村浜（高萩市）に磯行祭礼を執行し、社領若干地を寄進されたとある。861年（貞観3年）には、南都（奈良）の慈覚大師（円仁）が、この地に熊野・愛宕・白山・羽黒・富士山の宝祠を創建。
前九年合戦の際には源頼義が、後三年合戦の際には源義家が、堅破山に戦勝を訴願したとされる。また、康平年間、安倍一族を攻めた前九年合戦に際し、源義家は社殿を修繕。割石の側に八幡の祠を建て、山号を堅破山とし、別当八幡寺を置いた。しかし、野火により類燃し、全ての證を失い、八幡寺は元禄以前に絶えた。なお、磯出御幸田楽の祭りは義家の訴願により始まるとする。
江戸時代に入ると、徳川光圀が東金砂山・西金砂山・真弓山の縁起を吟味し、堅破山の審問を開始。元禄年間（1688年～1704年）、光圀は堅破山を調査し、「大中村の織部」のところに一泊している。その際「常陸国多賀郡堅破山縁起」並びに「牛王之判記」をみて、その内容を訂正するとして西山荘に持ち帰った。1700年（元禄13年）12月6日、光圀が西山荘で亡くなると、1704年（宝永元年）8月に堅破山別当花京院・黒坂村庄屋半兵衛・折橋村庄屋武門らが、寺社奉行所に「常陸国多賀郡堅破山縁起」と「牛王之判記」の返還を願い出た。天保年間、徳川斉昭は、山王権現を改めて全ての仏像を廃し社名を黒前神社とした。「黒前村誌」では、神社名が黒前神社となったのは1831年（天保2年）と記載されている。
また、1694年（慶安2年）まで磯出祭が続いたが廃された。しかし、1880年（明治13年）に復興し、7年まわりに執行されるようになった。

## 七奇石

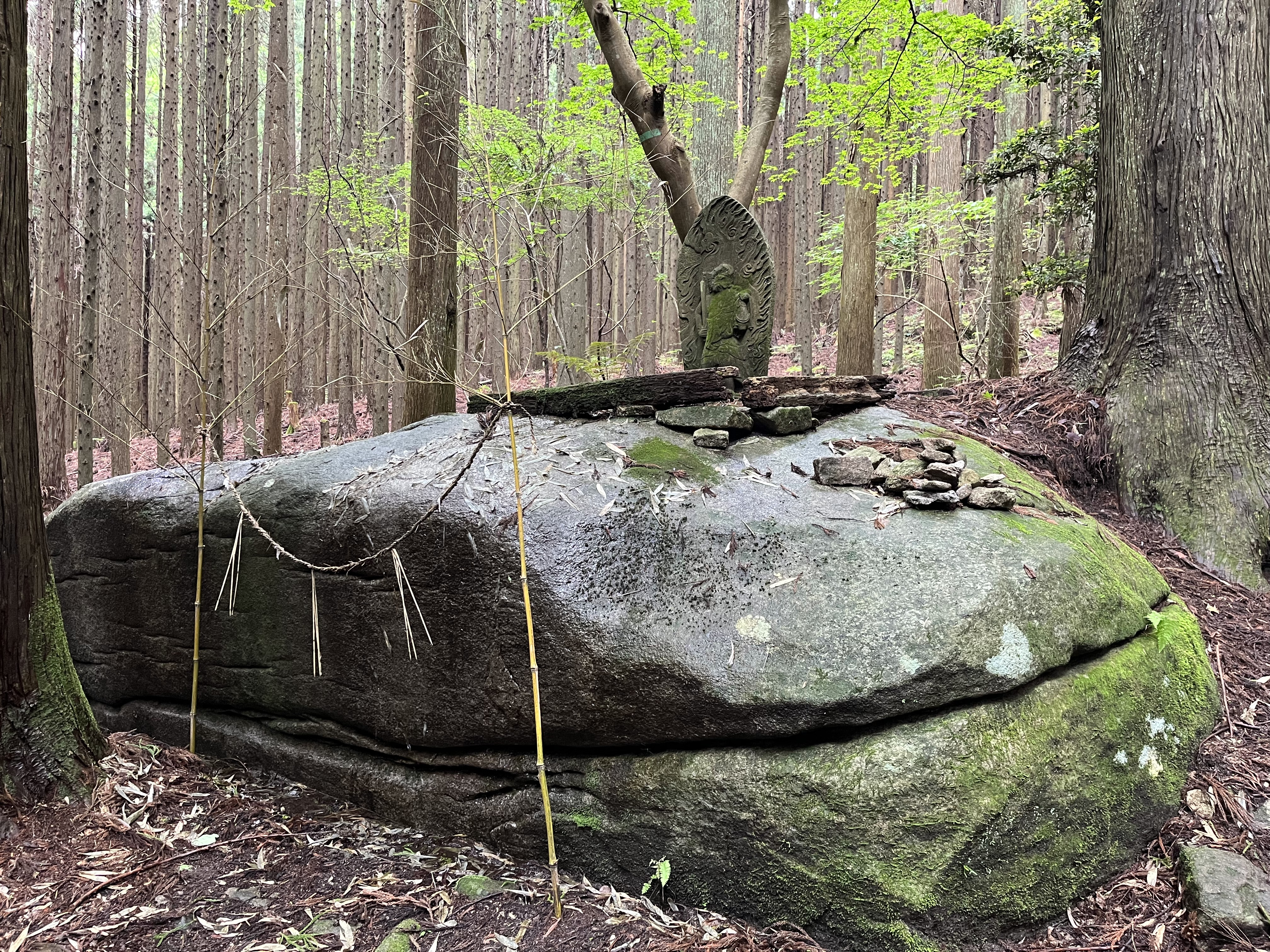
不動石

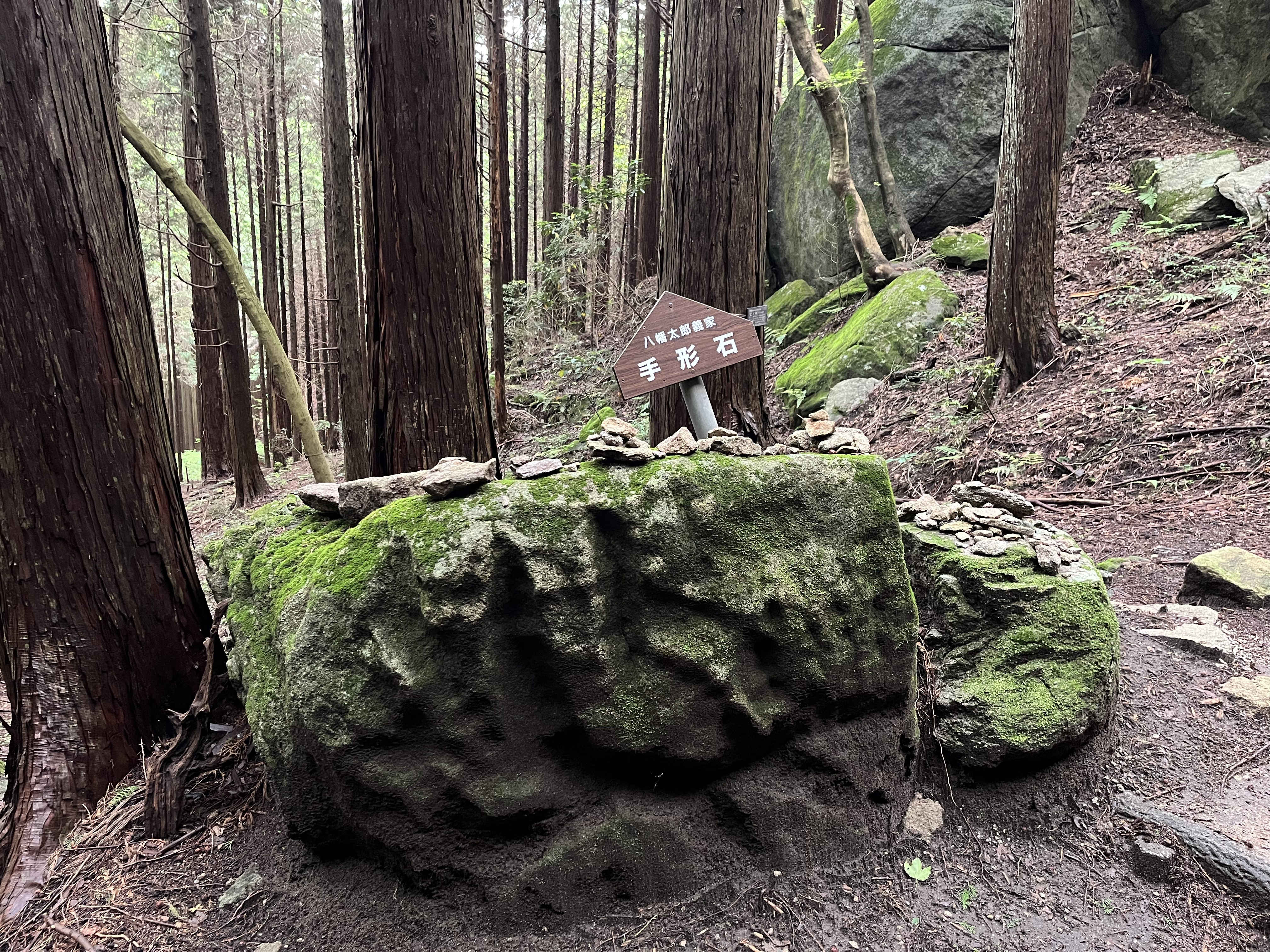
手形石

黒坂の堅破山には、七奇石と称される巨岩と奇石がある。時期や選者により七奇石の内容は若干異なり、同じ石でも呼ばかたが違っている。1691年（元禄4年）の「立破山絵図」では、「七石」として「えぼし石・たゝみ石・八幡わり石・お志ゝ石・まいまい石」が挙げられているが、現在の「七奇石」には「烏帽子石・畳石・太刀割石・甲石・船石・神楽石・胎内石」が挙げられる。いずれの石も材質は堅破山の基盤となっている花崗岩で、元々地中深くで形成され、長期に及ぶ地殻変動などで、形状の変化と共に地表に押し出されたもの。

### 烏帽子石

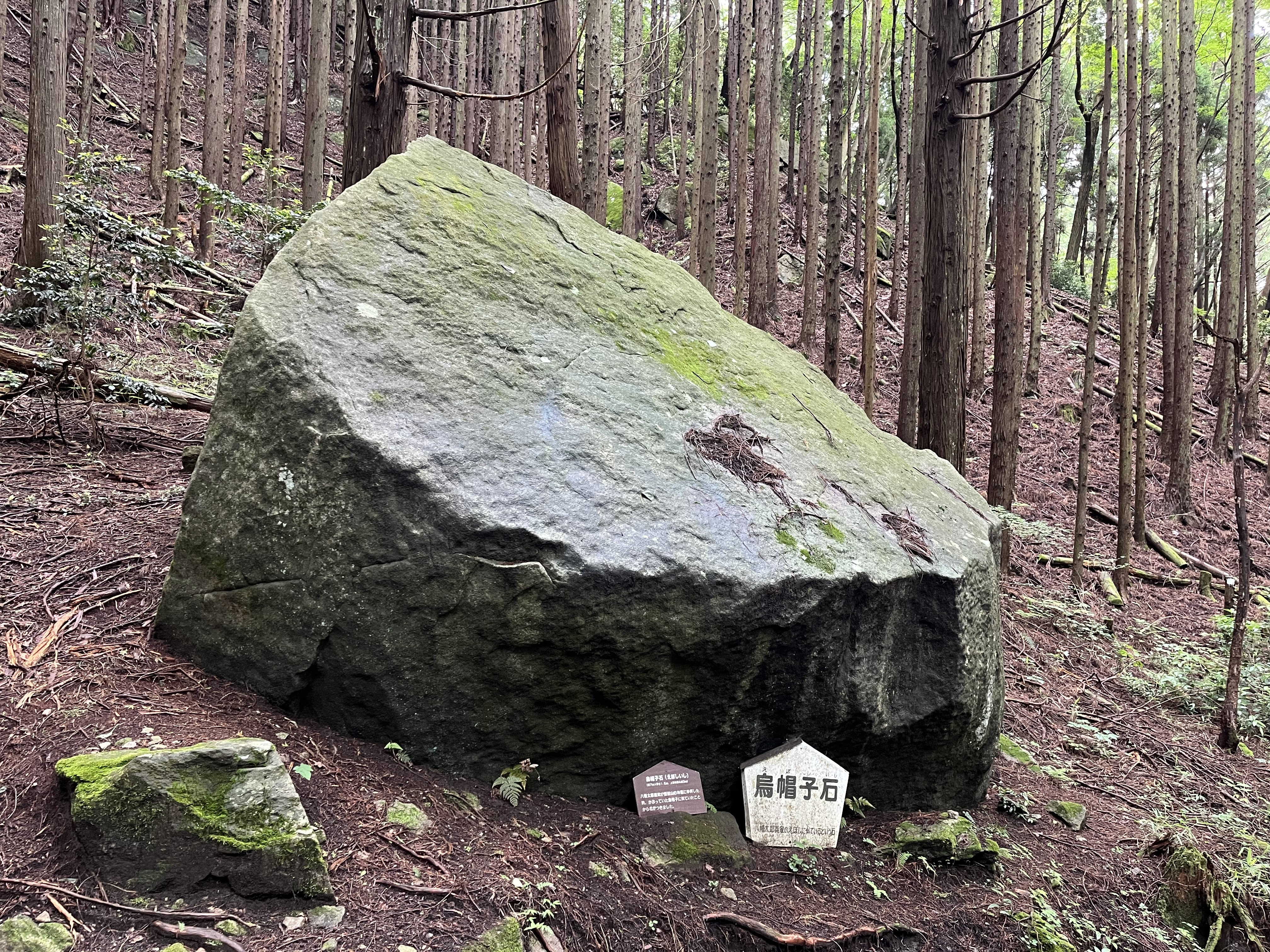
烏帽子石

烏帽子石は、二の鳥居から約400m上ったところに位置する奇石。縦約3m・横約7m・高さ約3.5mで上部が屋根形をしており、八幡太郎源義家が堅破山に参拝した際に被っていた烏帽子の形だという。周辺には、不動明王の石像を載せた「不動石」や、5本指の形のくぼみがある「手形石」などが点在する。

### 畳石

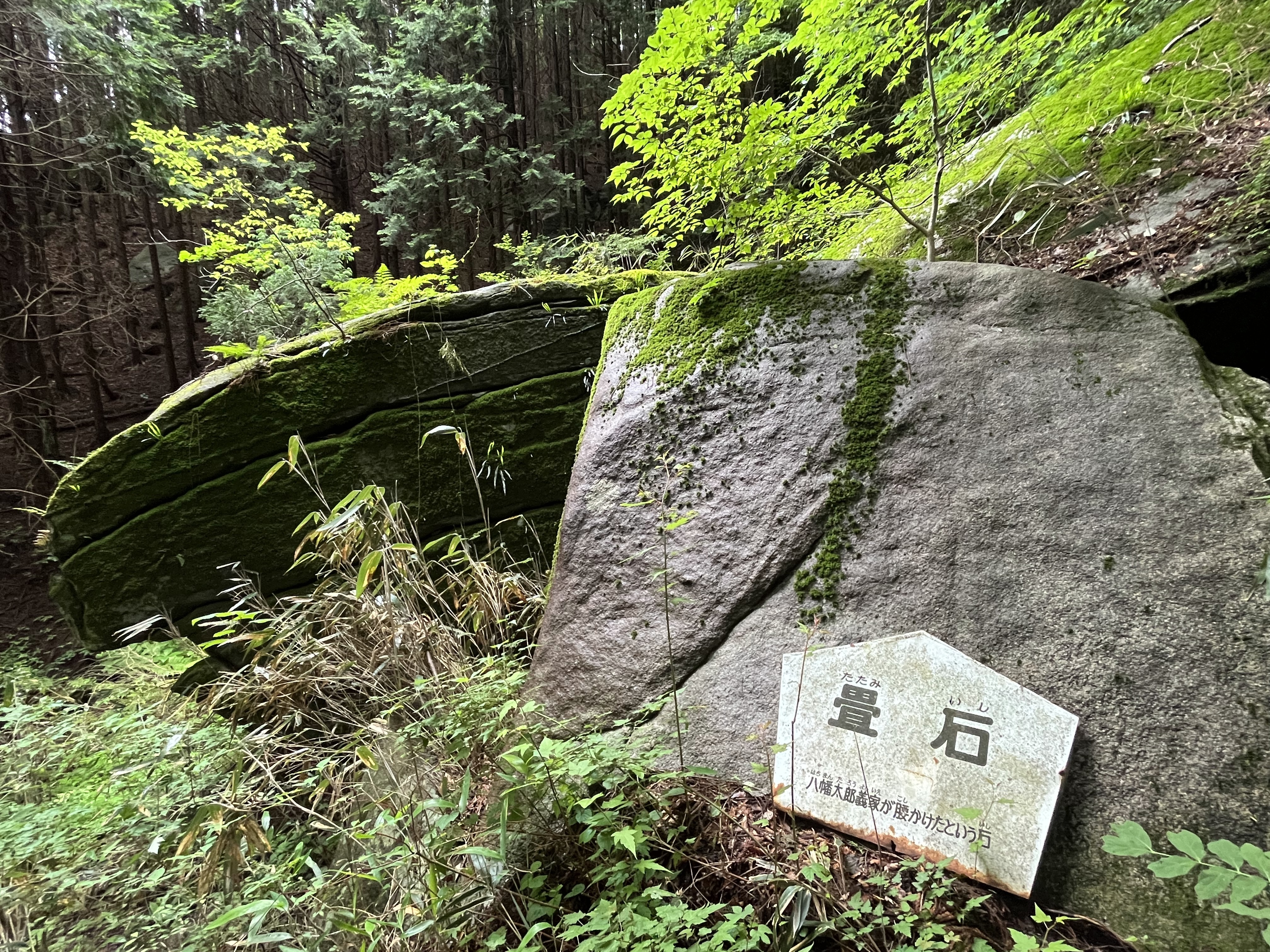
畳石

畳石は、烏帽子石から約70m進んだ地点の参道から約10m下の斜面に位置する奇石。縦約5m・横約8m・厚さ約3mで、畳を重ねたような横方向の割れ目が5筋ほどある。ここは八幡太郎義家が腰を下ろして休んだことから「腰掛け畳石」と呼ばれ、「畳石」と称されるようになったという。また、堅破山で修行をした山伏や行者がこの石の上で座禅をしたとされる。

### 太刀割石

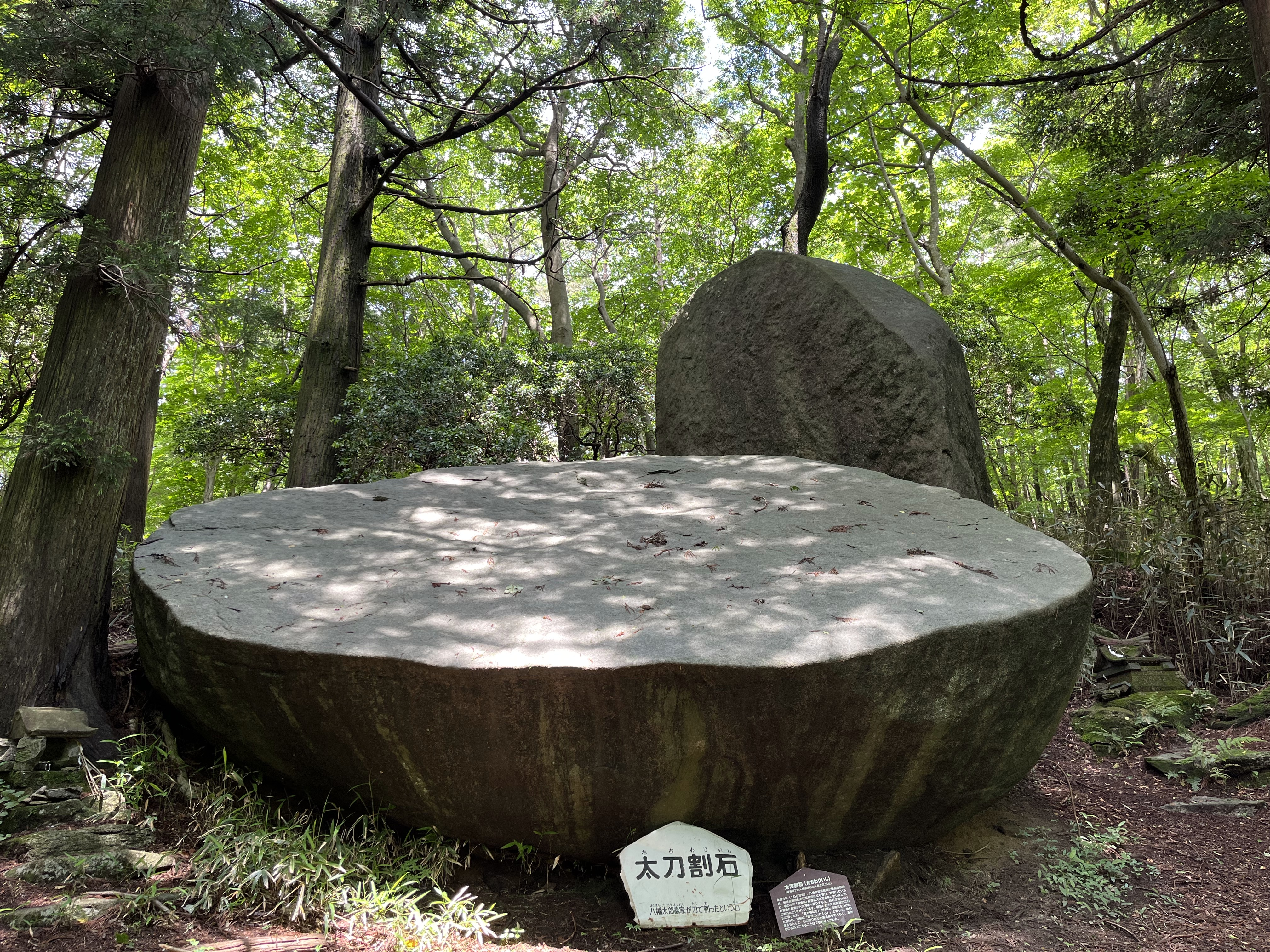
太刀割石

太刀割石は、弁天池から北方150m上った場所に位置する奇石。直径約7m・短径約6mのやや楕円形の球体を両断した形状で、一方は横向きに転がり、もう一方は垂直に直立した状態となっている。地質的な見解では、山上に取り残された球体の花崗岩が、氷結などの自然現象で節理に沿い割れたとされる。しかし、その断面を測定した結果、外周の形や表面の凹凸ともピタリと合うため、まるで太刀で切ったとしか思えないようだという。江戸時代に徳川光圀が堅破山に登り、この石の不思議さから「太刀割石」と名付けたとの伝承がある。この石は古来より太刀割石と称されていた訳でなく、1697年（元禄11年）の「常陸国御絵図御用ニテ巡検之場覚書」の立割山に登った際の見聞記事には「立割石」と表記され、「太刀割石」とは記されていなかった。また「水府志料」においても、七石として「割石」とあり、特記事項に「堅破石」と記載されていた。このように明治後期まで「割石」「破石」や八幡太郎に因んだ「八幡わり石」と表記されることが多かった。

### 甲石

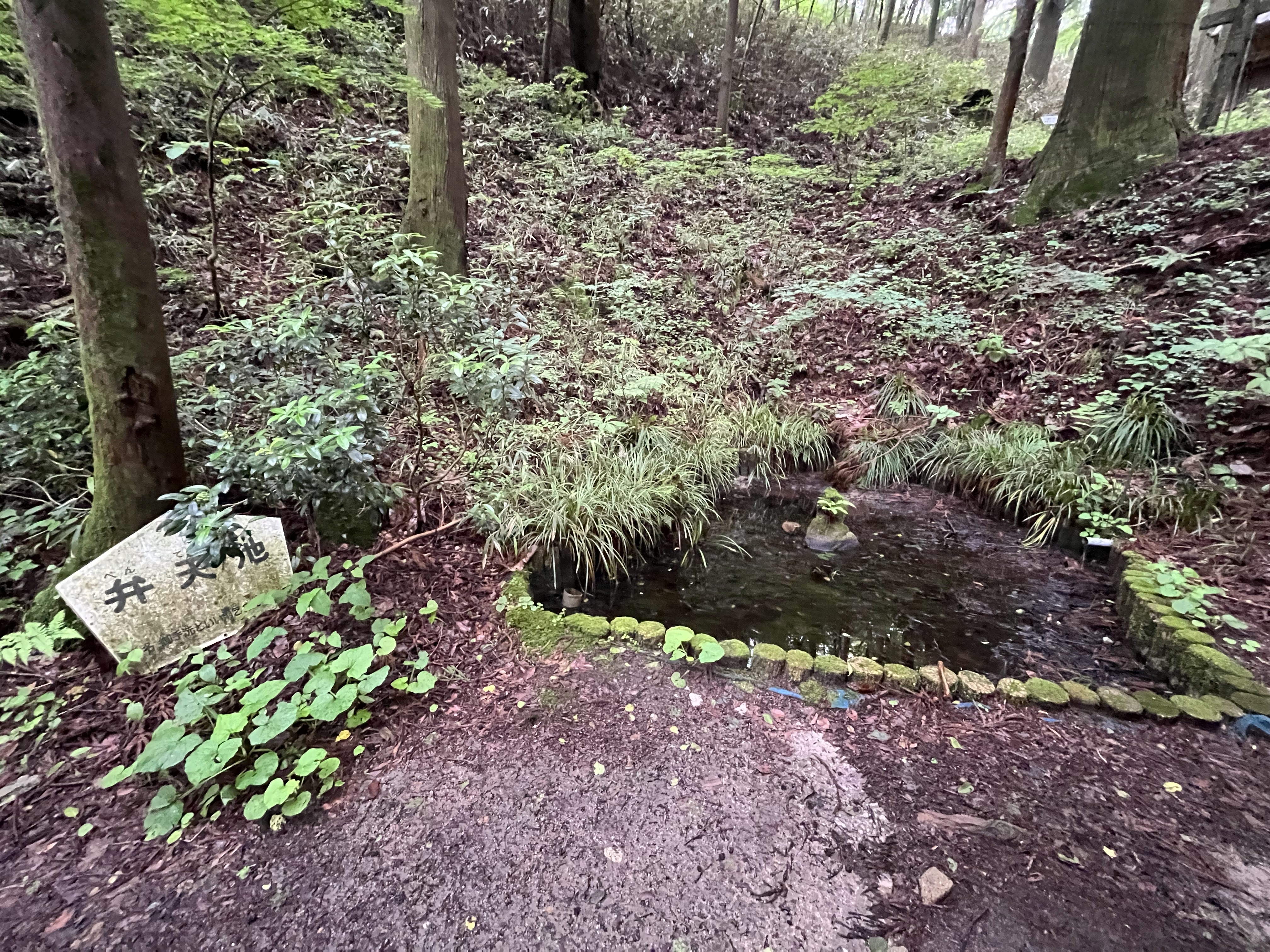
弁天池

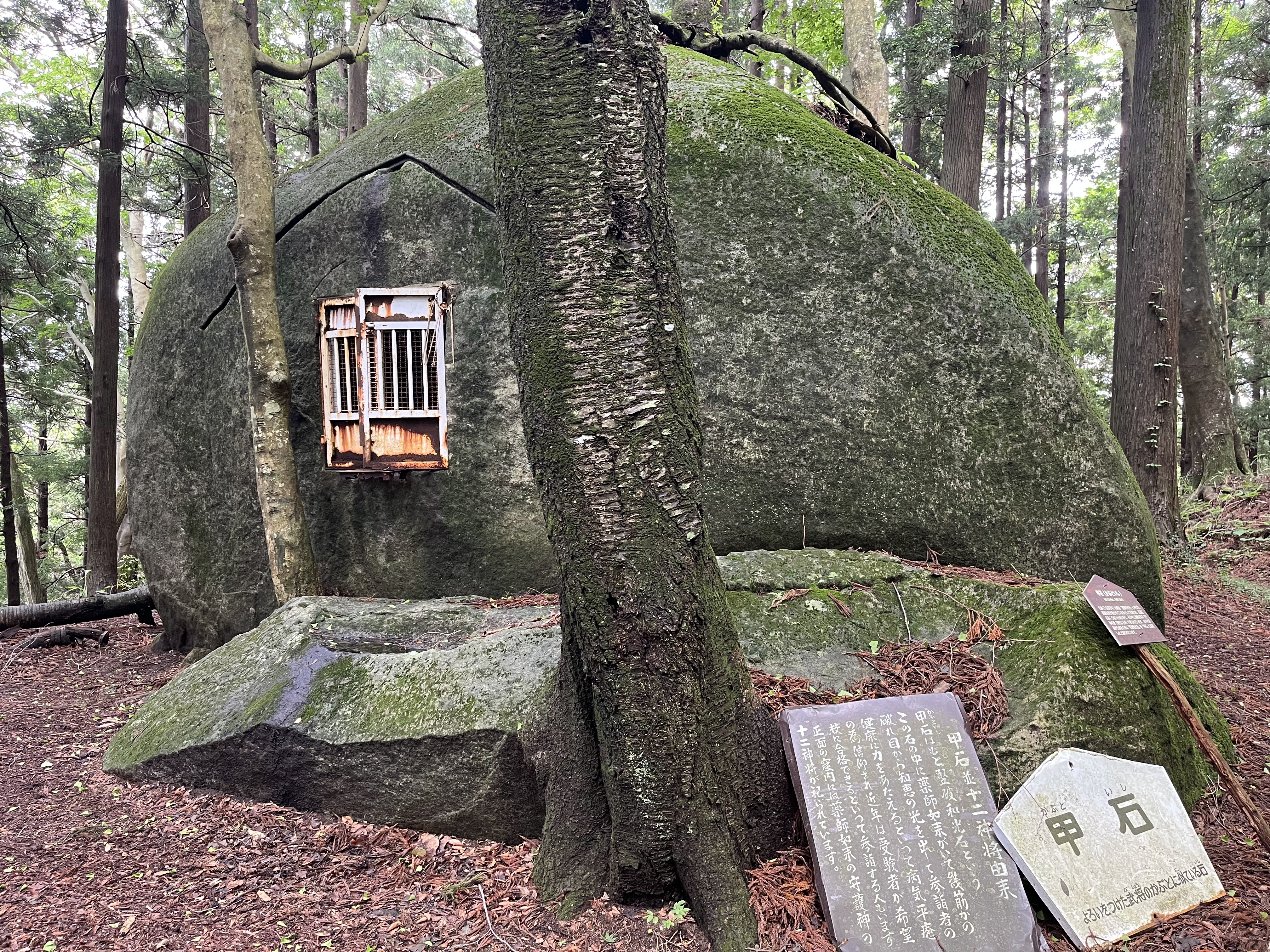
甲石

甲石は、弁天池から約160m上った釈迦堂の前に位置する奇石。直径約4m・高さ3.5mの半球を伏せたような形をしている。正面中央には仏像を納めるための刳抜きとその上部に屋根型の溝があり、以前庇（日光や雨などを防ぐ小さな屋根）が付いてたと思われる跡が残っている。上述した刳抜きの中には、近年まで薬師如来脇侍の十二神将の木像6体が納められていたが、木造の腐朽が進み、現在は保存のために別の場所に移された。なお、この6体の木像は室町時代末期に作られたものとみられれる。元々「堅破和光石」と呼ばれ、薬師如来が隠されている石として信仰されていたという。郡奉行雨宮端亭の見聞記「美ち艸」では、「冑石」や「しやか石（釈迦石）」とも記されていることから、現在七奇石の中で太刀割石が知名度が高いものの、かつては堅破山の信仰上、「甲石」が重要な地位にあった時期があったと推測されている。また、「甲石」と改称したのは徳川光圀との伝承もある。

### 舟石

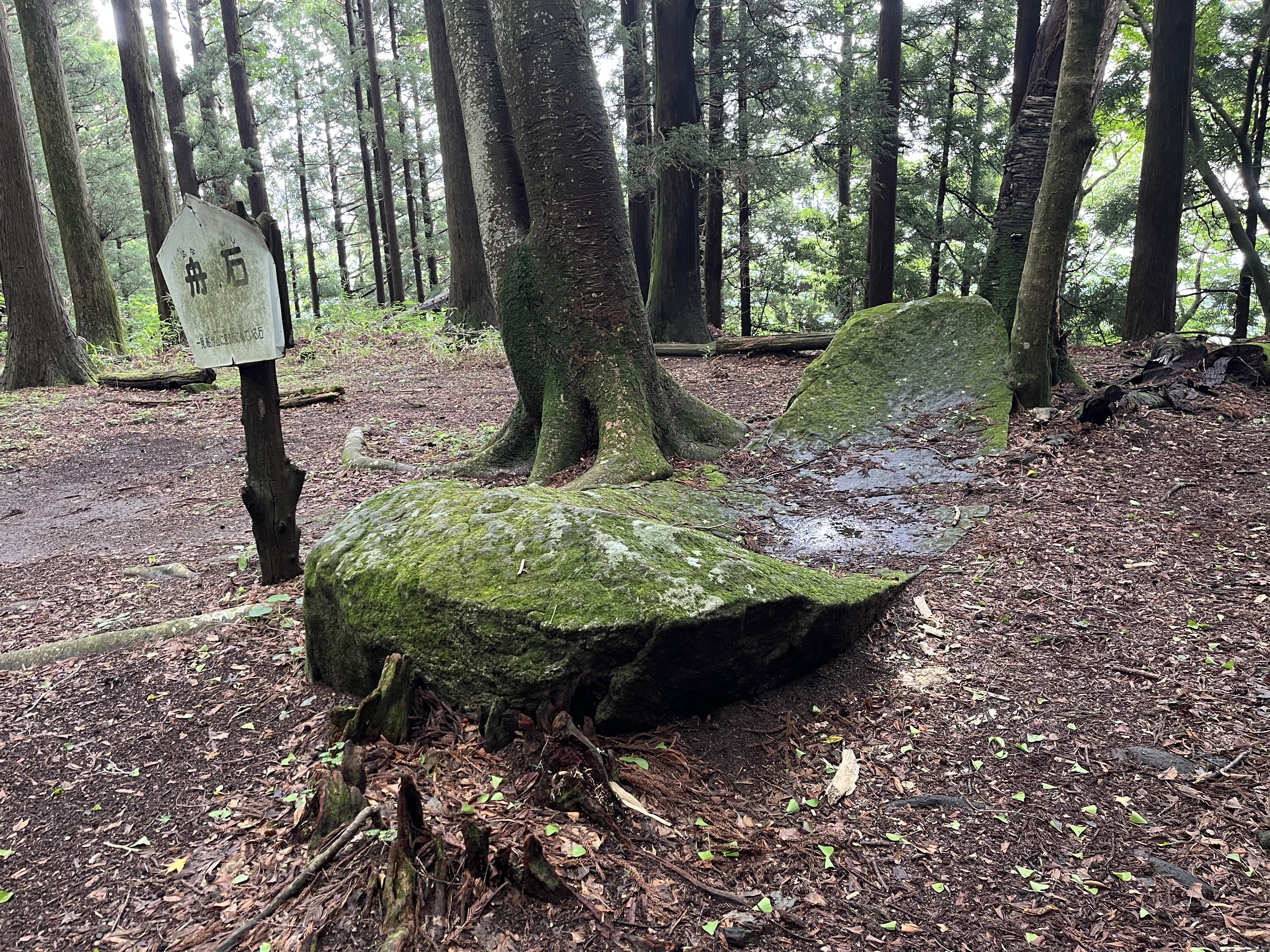
舟石

舟石は、左右の側石が船形に組み合い下半分を地中に沈めた形状をした奇石で、甲石の近くに位置する。長さ約4m・幅約1.5m。

### 胎内石

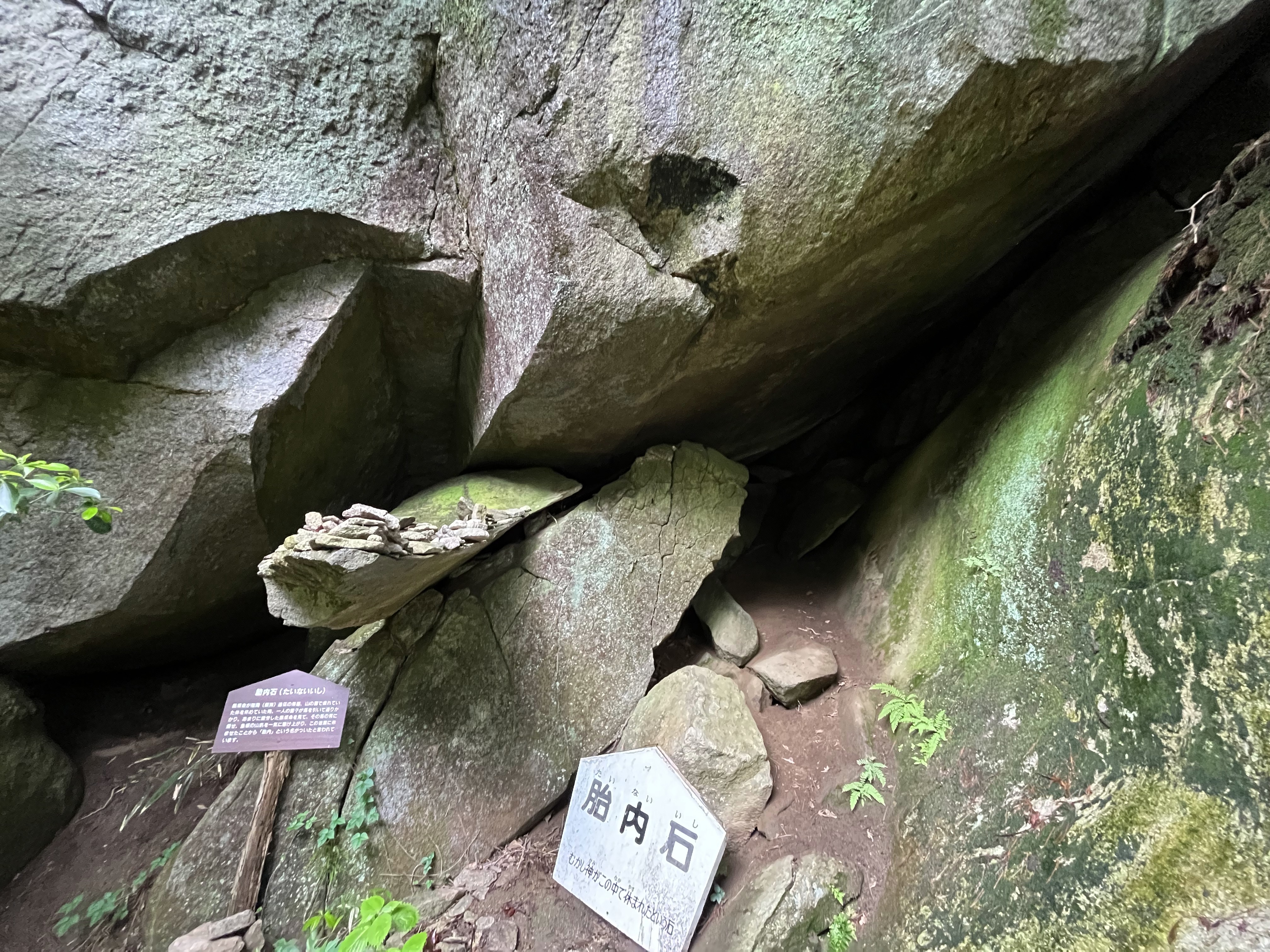
胎内石

胎内石は、人がやっと入れるくらいの岩窟で、内部へ入ることができる岩場。堅破山には3つの頂きがあり、1つ目は黒前神社の社殿が位置する地点で、2つ目は二等三角点のある最高部。その東に3つ目の山頂部があり、そこから東へ傾斜地を下った大杉のある付近に胎内石は位置する。岩窟から抜け出ることが誕生や再生に通じるとされ、胎内石もそうした修行の場として利用されたと推測されている。

### 神楽石

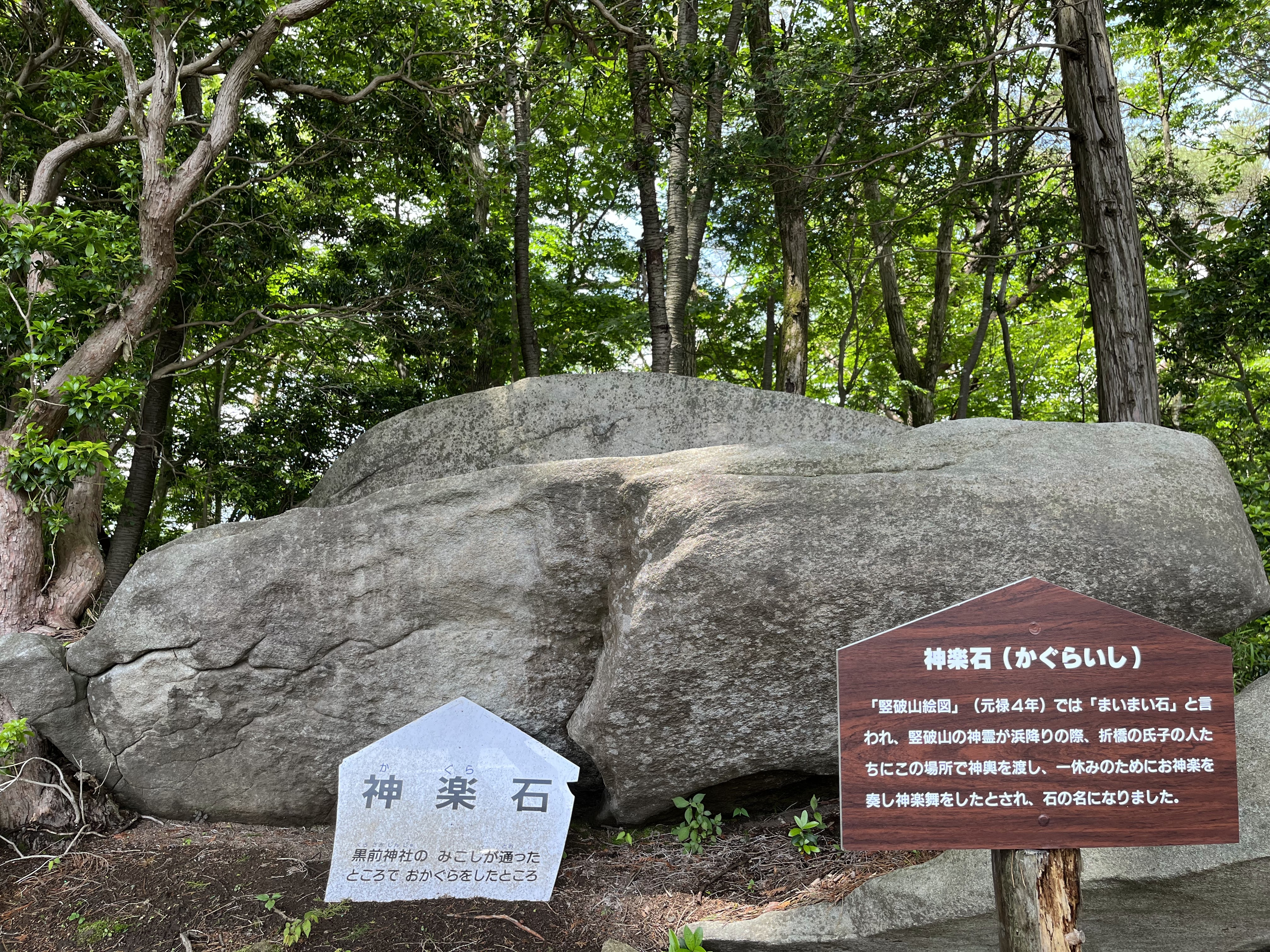
神楽石

神楽石は、太刀割石の北西約800mの地点に位置する奇石。縦横約6m、高さ約2m。節理に沿い割れた大きな板状の花崗岩が地面から斜めに突き出たように組み合っている。見る方向によっては横向きの大きなカタツムリ（マイマイ）にみえるためか、1691年（元禄4年）の絵図では「まいまい石」と記されている。堅破山の磯出神幸祭の際、ここで折橋の氏子達に神輿を渡したとされており、小休に神楽を演じたことが名前の由来との見解もある。

## 教育

### 黒坂小学校

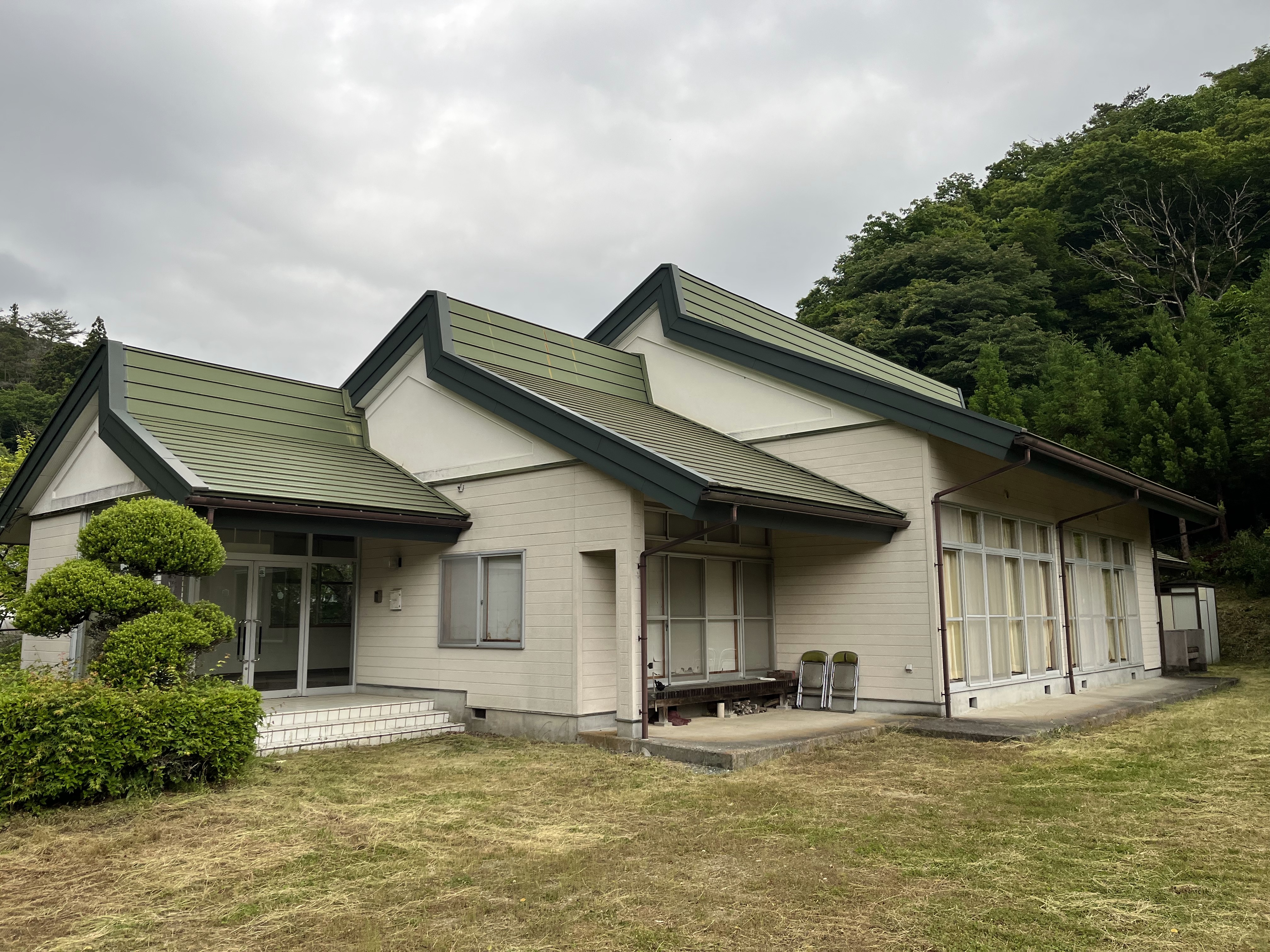
学校跡地にある黒坂地区生活改善センター

1973年（昭和48年）3月に閉校した小学校で、現在跡地は黒坂地区生活改善センターとして利用されている。創立年月は文献によって異なるが、高原小学校創立百周年記念『百年の清流』では開校が1875年（明治7年）より昔ではないと推定している。これは当時調達された学校運営基金の取立記録「学校基金主法取調帳」が、1874年（明治6年）8月に作成されていること。並びに、1875年（明治7年）9月22日付の「茨城新報」の記事で、黒坂村の区長が同年9月時点で月20円を3ヶ月間寄付していたことが確認されていることが理由として挙げられている。開校時、児童数15人・教員数1人で児童は全員男子だった。

## 交通
黒坂の周辺には興味深い道標が多く残っている。道標は、他の地域から来た人への道案内の役をになっているため、生活圏の地元民にとっては不必要なものだった。集落北に位置する中橋から約200mの処に1818年（文政元年）建立の地蔵尊像がある。右手をあげて「てつな　いはき道」を示し、左側には「左山」と刻まれており、道標の役割を兼ねている。また、旧道に入り120m進んだ先に、1799年（寛政11年）に建立された、「右ハ米平岩城道」「左りこすけたなくら道」と刻まれた道標がある。この道標は、小菅と棚倉（現福島県東白川郡棚倉町）への案内で、ここから尾根を越えて4km西へ進むと小菅町篠手に至る。かつてこの道が加美小学校高等科や加美中学校への通学路だったという。また、川尻方面で獲れた魚や塩が、大子（現久慈郡大子町）・棚倉方面に運ばれた交易の道であったため、道沿いには馬頭観音や馬力神の石碑が点在している。道の先にある篠手には「堅破山　黒坂　川尻　松岡　岩城道」と刻まれた道標があり、むかし黒坂が棚倉街道の福平・篠手・河原野・大菅などと、手綱・岩城・友部・川尻などとを結ぶ交通の要衝であったことが窺える。